# Jinya Nishikata
Jinya Nishikata –en japonés, 西方仁也, Nishikata Jinya– (Nozawaonsen, 4 de diciembre de 1968) es un deportista japonés que compitió en salto en esquí. 
Participó en los Juegos Olímpicos de Lillehammer 1994, obteniendo una medalla de plata en la prueba de trampolín grande por equipo (junto con Takanobu Okabe, Noriaki Kasai y Masahiko Harada). Ganó una medalla de bronce en el Campeonato Mundial de Esquí Nórdico de 1995, en la misma prueba.

## Palmarés internacional
| Juegos Olímpicos   | Juegos Olímpicos      | Juegos Olímpicos  | Juegos Olímpicos |
| Año                | Lugar                 | Medalla           | Prueba           |
| ------------------ | --------------------- | ----------------- | ---------------- |
| 1994               | Lillehammer (Noruega) | Medalla de plata  | TG por equipos   |
| Campeonato Mundial |                       |                   |                  |
| Año                | Lugar                 | Medalla           | Prueba           |
| 1995               | Thunder Bay (Canadá)  | Medalla de bronce | TG por equipos   |